# Alloea kupala
Alloea kupala är en stekelart som beskrevs av Sergey A. Belokobylskij 1998. Alloea kupala ingår i släktet Alloea och familjen bracksteklar. Inga underarter finns listade i Catalogue of Life.